# Los vampiros (1956)
Los vampiros (I Vampiri) es una película italiana de 1956 del género de terror inspirada en la novela La buena Lady Ducayne de Mary Elizabeth Braddon. Fue dirigida por Riccardo Freda, con actuación de Gianna Maria Canale como Giselle du Grand, Carlo D'Angelo como el inspector Chantal y Dario Michaelis como Pierre Lantin.
I Vampiri fue la primera película italiana sonora de terror. La producción cinematográfica había ido creciendo exponencialmente desde 1945, lo que permitió a los cineastas acercarse a nuevos géneros y estilos no tratados antes. Para evitar encarecer la producción, se evitó un relato de época y la ambientación es contemporánea. A mitad de producción, el director Riccardo Freda abandonó el proyecto, y fue sustituido por el cinematógrafo Mario Bava. La película no fue un éxito ni en Italia ni en Francia. Solo el éxito de la británica Drácula y de la también italiana La máscara del demonio hará aumentar el interés allí por el género terrorífico. Fue lanzada con modificaciones en los Estados Unidos en 1963 bajo el título The Devil's Commandment y posteriormente reestrenada con diferentes títulos más incluyendo Lust of the Vampires y The Vampires, con escenas de desnudos añadidas.

## Sinopsis
En París, Pierre Lantin es un periodista que investiga a expensas de la policía los asesinatos de unas jóvenes que aparecen sin una gota de sangre en su cuerpo. El pánico se propaga por la ciudad ante la posibilidad de que haya vampiros en ella, pero Pierre piensa que todo empieza y acaba en la misteriosa figura de la bella y joven condesa Giselle du Grand (Gianna Maria Canale).